# 金陵大学
金陵大学（1888年—1952年）是美国教会1888年在中国南京创办的私立教会大学，1928年向中华民国教育部注册。1951年与私立金陵女子文理学院合并为公立（Jinling University in China）金陵大学。
1951年，校董会在上海圣约翰大学董事会主席以及岭南大学的李应林的带领下成立香港崇基學院（1963年及以後成為香港中文大學一部分），以承繼包括金陵大学在内的13所大陆地区国民政府迁台前存在的著名基督教大学。
1952年的院系调整中，金陵大学各文、理学院与南京大学文、理学院在金陵大学鼓楼校址合并组建新的南京大学，其他院系相继并入南京农学院、南京师范学院、南京工学院等高等院校，原私立金陵大学校舍归南京大学，原私立金陵女子文理学院校舍归南京师范学院。

## 历史

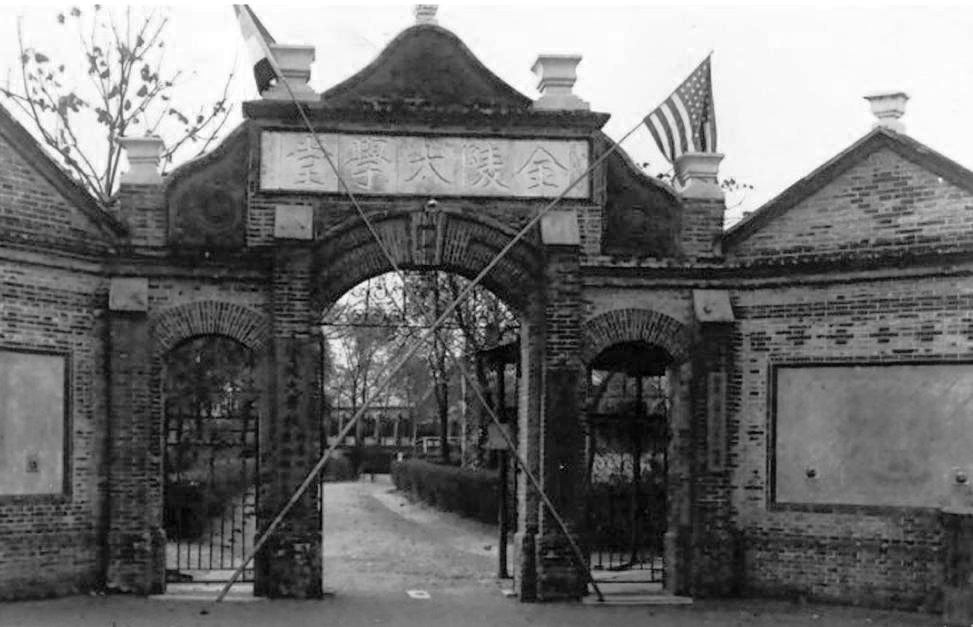
20世纪10年代初的金陵大学校门，当时校址位于干河沿。“金陵大学堂”校名为李瑞清题写。

金陵大学的前身是美国教会美以美会1888年在南京成立的汇文书院（The Nanking University），设博物馆、医学馆和神道馆，1890年增设成美馆（中学部）。美国教会基督会和长老会分别于1891年和1894年在南京创立了基督书院（Christian College）和益智书院（Presbyterian Academy），1907年合并为宏育书院（Union Christian College），1910年宏育书院并入汇文书院，成立私立金陵大学（Private University of Nanking）。
私立金陵大学成立时在美国纽约州教育局立案，毕业生可同时接受纽约大学的学位文凭。金陵大學在美國立案註冊，一面當屬無奈之舉，“當本校創始之際，中國教育行政機關尚未有大學授予學位的規定，而私立大學之立案尤無明文可遵，故當時本校董事會議決暫在美國紐約省立案，並由該省政府授予學位，本校畢業生今日所得之外國學位，實系過渡辦法，一侯中國教育當局規定授予學位辦法時，當即遵照辦理。” 另一面，此舉對保持教學水準及獲得國際認可有所助益，“本堂畢業者，即無異於在美國大學校畢業也，凡領本堂畢業憑單者，即無異于美國學士之憑單也”。金陵大学还是美国康乃尔大学的姊妹大学。
早期金陵大学的教材、图书杂志、教学仪器以至生活设施都来自美国，校长、教务长、各系主任、教授也以外国人为主。金大课程设置偏重于西方科学与文化，日常教学用语除国文和经史等课程外都用英语，文娱活动场所、实验室内、运动场上，甚至学生助威的啦啦队亦不例外。1927年3月，在“打倒帝国主义”的声浪之下，北伐军在南京与外国人冲突，金陵大学副校长文怀恩（J. E. Williams）被一士兵杀害，随后英美军舰在长江江面上向南京城内发炮。不久以后，国民政府在南京成立，发起收回教育主权运动，要求外国在华大学须由中国人担任校长。1928年，金陵大学在国民政府教育部呈请立案，是第一个向中国政府请求立案并获批准的教会大学。陈裕光出任校长，增聘中国教职，加强中文、地理、历史的教学，并将宗教课由必修课改为选修课，尊重信仰自由，但学校的财政和决策权力依然由美国人掌握。美國加利福尼亞大學在1928年外人在华所办大学作ABC编类，金陵大学是教會大學中唯一的A類，燕京大學为B類，其他教会大學均屬C類。因此持有金陵大学學位的畢業生有資格直接進入美國大學的研究生院。1934年，金大被美國紐約州立大學承認了與其他國際間之大學同等學術地位，並能頒發獲國際認可之學士和碩士學位。
1937年抗日战争爆发，金陵大学仓促迁至四川成都华西坝。抗战结束后于1946年返回南京。1948年1月3日，中国敎育学年会在金陵大学举行:8482。
1951年9月，私立金陵大学与私立金陵女子文理学院（原金陵女子大学）合并为公立金陵大学。1952年院系调整，金陵大学文、理学院与原南京大学文、理学院在金陵大学鼓楼校址合并组建新的南京大学。原南京大学文、理学院从中央大学旧址四牌楼迁出至金陵大学鼓楼校址。金陵大学教育系、农学院、农学院林学系、理学院电机系、化工系等系科和原南京大学等大学相关院系组建了南京师范学院（南京师范大学）、南京农学院（南京农业大学）、南京林学院（南京林业大学）、南京工学院（电机系在今东南大学，化工系在今南京工业大学）等校。电影与广播专修科迁至北京组建电影学校（今北京电影学院）。另有部分院系调至其他有关大学。
在香港，上海聖約翰大學董事會主席以及嶺南大學的李應林將包括金陵大學在內的13所大陸地區國民政府遷台前存在的著名基督教大學，以另組崇基學院的形式承繼下去，並於1963年成為香港中文大學的三所創校書院之一。

## 学术与教育
金陵大学先后设有文科、理科、医科、农科、林科、工科等，以英语文学、中国文化研究和农林闻名，被称为文理农“三院嵯峨”。金陵大学还开创中国电影教育，首开中国医科七年制教育和博士教育。从1888年到1952年，金陵大学共有毕业生4475人，分布于政治、实业、文化、教育、农业等各个方面。
- 农科 1911年江南省一带暴雨成灾，“二十余州县灾民三百万人，已饿死者约七八十万人，奄奄待毖者约四五十万人”，金陵大学教习裴义理（Joseph Bailie）“深感农业改进之重要”，和张謇等人发起成立“中国义农会”，得到孙中山、袁世凯、黄兴、黎元洪等三十位民国要人“竭力襄助”，由华洋董事组成董事会，故又称“华洋义赈会”。在华洋义赈会以工代赈活动中，裴义理继感农林人才缺乏，乃于1914年在金陵大学创设农科，次年设林科，再一年合并为农林科，裴义理任主任。1917年裴义理辞职返美，芮思娄（J. H. Reisner）任农林科主任。1918年，与“万国蚕桑合众改良会”合作成立蚕桑学系，由吴伟士（C. W. Woodworth）主持。这一年，农科首届毕业生李积新、陈桢、叶元鼎、徐澄、潘健卿、赵叔愚六人毕业。1921年设立农业经济学系，由卜凯（J. L. Buck）主持。1930年农林科改为农学院，谢家声任院长。金陵大学农学院采用“教育、研究与推广”三位一体，推动了中国农业的近代化。据美国学者杰西·卢茨所著的《中国教会大学史》，1949年前，金大毕业生一度领导着中国农林部7个技术部门中的5个、5所国立研究所中的3所，1950年代后在以“经济复兴”为号召的台湾农业界，相当部分骨干是金大毕业生。

- 医科 金陵大学1888年成立时设医学馆，1907年停办，1913年重建医科，同年将基督教会1911年建立的中国东方医科大学并入。先后有史尔德、宝珍三等医学专家加入。1917年金陵大学再次停办医科，仅保留医预科和附属医院（今鼓楼医院）。

- 英语教学 金陵大学是美国人办的大学，英语是主要的教学语言，金大学生以英文水平高而被称道。在教会大学英语演讲、辩论比赛中，其他大学学生都是西装革履，唯金大学生长袍布履，夺冠者则多为金大，而且一度金大理学院学生的英语水平胜过其他大学英语系学生，引起国民政府教育部关注，曾特别委派社会教育司司长陈礼江等人进行调查。

- 中国文化 金陵大学有许多对中国文化感兴趣的外国学者，1927年陈裕光当选校长，以美国工业家霍尔（C. M. Hall）後人的捐款创办中国文化研究所，聘徐养秋主持，在史学、哲学、语言学、考古学、民族学、文法学、目录学、国画研究及海外汉学研究等方面都有建树。1934年，金陵大学成立国学研究班，导师有胡小石、胡翔冬、黄侃、吴梅、汪辟疆、商承祚等人。词人沈祖棻是国学班的首届毕业生。

## 历任校长
汇文书院
1. 1888-1896 福开森
2. 1896-1908 师图尔 (G.A. Stuart)
3. 1908-1910 包文 (A. J. Bowen)

私立金陵大學
1. 1910-1927 包文 (A. J. Bowen)
2. 1927-1951 陈裕光

公立金陵大學
1. 1951-1952 李方训

## 知名校友
- 张德慈，首位华裔泰勒奖得主
- 李景均，被称为人类遗传学的开拓者，曾任美国人类遗传学会会长
- 李卓皓，第一位拉斯克奖华人得主、美国国家科学院院士，曾任職於香港中文大學，是中大首任校長李卓敏的胞弟
- 李卓敏，香港中文大學首任校長及屬下中國文化研究所（ICS）創所所長
- 杭立武，聯合國教科文組織會議首席代表、中華民國教育部部長
- 左天觉，农业及烟草专家，曾任美国农业部烟草研究室主任
- 蒋彦士，中華民國總統府資政、教育部、外交部部長
- 王应睐，中国生物化学科研事业的主要奠基人
- 马保之，农学家，國立臺灣大學農學院院長、被称为“利比里亚农业之父”
- 南怀瑾，禪師，國立政治大學、中國文化大學、輔仁大學教授
- 陶行知，教育家、民主革命活动家
- 劉伯明，教育家、哲学家、学界精神领袖
- 程千帆，文史学家、国学大师
- 孙明经，中国电影教育事业的开创者、中国电视之父
- 刘国钧，中国图书馆事业的重要奠基者、中国图书馆学理论的重要奠基人
- 吴德耀，新加坡儒家思想教育的主要设计者，被称为“海南一代哲人”
- 牟復禮，美國儒學學者、漢學家、中國學家、東亞學家。在美國創辦了普林斯頓大學東亞學系
- 程抱一，第一位华裔法兰西文学院院士
- 章之汶，农学家，曾任联合国粮农组织副总干事
- 蒋亦元，农业机械化专家，中国工程院院士
- 戚寿南，中国现代内科学先驱
- 戴安邦，中国配位化学的倡导者和奠基人
- 魏荣爵，中華人民共和國物理声学的奠基人
- 沈嵩生，中華人民共和國电影教育事业的重要开拓者
- 王绳祖，历史学家
- 彭珮云，中国妇女联合会主席、国务委员
- 赛珍珠（执教），普利策奖和诺贝尔文学奖获得者，曾任美国作家协会主席
- 邹秉文（执教），农学家，曾任联合国粮食农业组织筹备委员会副主席
- 簡立，1909年出生，湖南長沙人，就讀於金陵大學時，1926年10月轉讀南京中央軍校第6期，後留學於美國西點軍校。抗日戰爭時期，1944年「陸軍傘兵第一團」（中華民國空降特戰部隊）上校副團長，1945年春調任中國遠征軍駐印軍汽車兵團（暫編）少將團長。抗戰勝利後，1949年7日任軍政部兵工學校校長，任國民政府聯勤總部參謀長，1966年擔任新改制「中正理工學院」院長。[3]:35,36

## 学校文化

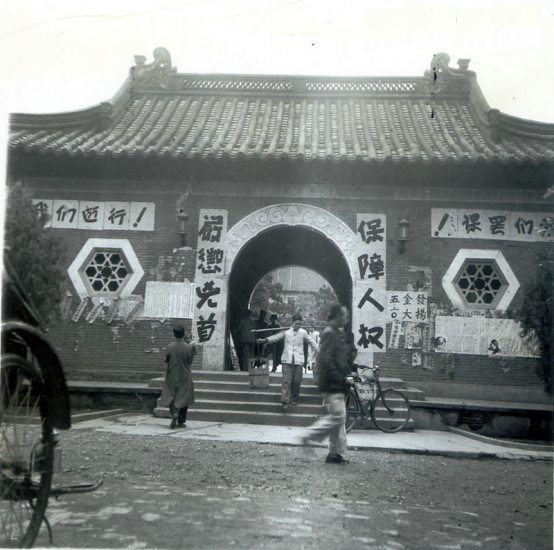
金陵大学学生参与五二零运动

金陵大学校歌采用H. S. Thompson所作的《安妮·莱尔》，胡小石填词。
金陵大学的校训为：“诚、真、勤、仁”。

### 引用
1. ↑  .   [2013-01-17]. （原始内容存档于2012-10-22）.
2. ↑  李新總主編，中國社會科學院近代史研究所中華民國史研究室編，韓信夫、姜克夫主編 (编). . 北京: 中華書局. 2011.
3. ↑  劉漢壽. . 秀威資訊. 2010年5月1日  [2014年6月23日]. ISBN 978-986-221-440-4. （原始内容存档于2015年4月2日）.，gBook （页面存档备份，存于）